# Abyssianira dentifrons
Abyssianira dentifrons là một loài chân đều trong họ Paramunnidae. Loài này được Menzies miêu tả khoa học năm 1956.